# UEFA U-21欧州選手権2017 (予選)・グループ6
UEFA U-21欧州選手権2017 (予選)・グループ6は、UEFA U-21欧州選手権2017 (予選)のグループ6の結果をまとめたものである。このグループは、スペイン、スウェーデン、クロアチア、ジョージア、エストニア、サンマリノの6チームで構成される。
1位チームはUEFA U-21欧州選手権2017本大会の出場権を獲得する。2位チームは他の組の2位チームと比較して (6チームで構成されるグループなので、6位との対戦成績を除外する)、上位4チームがプレーオフに進出する。プレーオフで勝利したチームが本大会の出場権を獲得する。

## 順位表
| チーム       | 試 | 勝 | 分 | 敗 | 得 | 失 | 差  | 点 |
| ------------ | -- | -- | -- | -- | -- | -- | --- | -- |
| スウェーデン | 10 | 7  | 3  | 0  | 24 | 7  | +17 | 24 |
| スペイン     | 10 | 7  | 2  | 1  | 31 | 9  | +22 | 23 |
| クロアチア   | 10 | 6  | 2  | 2  | 24 | 11 | +13 | 20 |
| ジョージア   | 10 | 4  | 1  | 5  | 17 | 17 | 0   | 13 |
| エストニア   | 10 | 1  | 1  | 8  | 3  | 26 | −23 | 4  |
| サンマリノ   | 10 | 0  | 1  | 9  | 1  | 30 | −29 | 1  |

| チーム  | チーム       | AWAY             | AWAY         | AWAY           | AWAY                | AWAY           | AWAY           |
| チーム  | チーム       | スウェーデンの旗 | スペインの旗 | クロアチアの旗 | ジョージア (国)の旗 | エストニアの旗 | サンマリノの旗 |
| ------- | ------------ | ---------------- | ------------ | -------------- | ------------------- | -------------- | -------------- |
| H O M E | スウェーデン | X                | 1 - 1        | 4 - 2          | 3 - 2               | 5 - 0          | 3 - 0          |
| H O M E | スペイン     | 1 - 1            | X            | 0 - 3          | 5 - 0               | 5 - 0          | 6 - 0          |
| H O M E | クロアチア   | 1 - 1            | 2 - 3        | X              | 1 - 0               | 2 - 1          | 4 - 0          |
| H O M E | ジョージア   | 0 - 1            | 2 - 5        | 2 - 2          | X                   | 3 - 0          | 4 - 0          |
| H O M E | エストニア   | 0 - 3            | 0 - 2        | 0 - 4          | 0 - 1               | X              | 0 - 0          |
| H O M E | サンマリノ   | 0 - 2            | 0 - 3        | 0 - 3          | 0 - 3               | 1 - 2          | X              |

## 試合結果
試合開始時間は全てCET (UTC+1)。ただし、2015年3月29日から同年10月24日の試合および2016年3月27日から同年10月29日の試合はCEST (UTC+2)。
| 2015年6月3日 20:30 |

| サンマリノ | 0 - 3    | ジョージア                                      |
|            | レポート | カチャラヴァ 44分, 58分 · パプナシュヴィリ 81分 |

| サンマリノ・スタジアム, セラヴァッレ 主審: エネア・ヨルギイ |

| 2015年6月16日 18:00 |

| エストニア | 0 - 0    | サンマリノ |
|            | レポート |            |

| ハープサル・リンナスターディオン, ハープサル 主審: デニス・アンタモ |

| 2015年9月2日 18:45 |

| エストニア | 0 - 2    | スペイン                               |
|            | レポート | ガヤ 82分 · デウロフェウ 90+2分 (pen.) |

| ア・ル・コック・アレーナ, タリン 主審: マッズ・クリストファー・クリストファーセン |

| 2015年9月3日 16:00 |

| クロアチア    | 1 - 0    | ジョージア |
| ミリッチ 23分 | レポート |            |

| グラドスキ・スタディオン, コプリヴニツァ 主審: スバイン・エリック・エドバートセン |

| 2015年9月3日 18:00 |

| スウェーデン                                          | 3 - 0    | サンマリノ |
| オルソン 22分 · タンコヴィッチ 69分 · ムラブティ 87分 | レポート |            |

| ストランドヴァレン, セルヴェスボリ 主審: ティム・マーシャル |

| 2015年9月7日 18:00 |

| エストニア | 0 - 4    | クロアチア                                                             |
|            | レポート | ミリッチ 22分 · パシャリッチ 35分, 66分 (pen.) · ラドシェヴィッチ 80分 |

| タルトゥ・タメ・スターディオン, タルトゥ 主審: バルドヒル・パシャイ |

| 2015年10月7日 19:00 |

| ジョージア                             | 2 - 5    | スペイン                                                                 |
| ツィンツァーゼ 4分 · ロブザニジェ 60分 | レポート | ムニル 2分, 73分 · アセンシオ 62分 · マジョラル 67分 · セバージョス 90分 |

| ミヘイル・メスヒ・スタジアム, トビリシ 主審: エレズ・パピル |

| 2015年10月7日 20:30 |

| サンマリノ | 0 - 3    | クロアチア                             |
|            | レポート | マリッチ 7分, 32分 · パシャリッチ 12分 |

| サンマリノ・スタジアム, セラヴァッレ 主審: トルガ・オズカルファ |

| 2015年10月9日 18:45 |

| スウェーデン                                                  | 5 - 0    | エストニア |
| エングヴァル 10分, 31分 · ハルベリ 13分 · アヤズ 81分, 90+1分 | レポート |            |

| スチューデンテルナスIP, ウプサラ 主審: ビルフヤイムル・トラリンソン |

| 2015年10月13日 17:00 |

| ジョージア                                                  | 3 - 0    | エストニア |
| カカバーゼ 11分 · カチャラヴァ 20分 · キテイシュヴィリ 36分 | レポート |            |

| ミヘイル・メスヒ・スタジアム, トビリシ 主審: デヤン・ヤキモフクシ |

| 2015年10月13日 18:45 |

| スペイン      | 1 - 1    | スウェーデン      |
| オリベル 20分 | レポート | エングヴァル 60分 |

| エスタディオ・エリオドロ・ロドリゲス・ロペス, サンタ・クルス・デ・テネリフェ 主審: ダニエル・ジーベルト |

| 2015年11月11日 17:00 |

| クロアチア                                                                     | 4 - 0    | サンマリノ |
| バッティスティーニ 12分 (o.g.) · ミリッチ 44分 · ペリッチ 47分 · ピアツァ 51分 | レポート |            |

| スタディオン・シュビチェヴァツ, シベニク 主審: オルカン・ママドフ |

| 2015年11月12日 18:45 |

| スペイン                                                              | 5 - 0    | ジョージア |
| デウロフェウ 17分, 33分, 84分 · ウィリアムズ 56分 · セバージョス 65分 | レポート |            |

| エスタディオ・デ・メディテラネオス, アルメリア 主審: クリストス・ニコライデス |

| 2015年11月15日 16:00 |

| サンマリノ        | 1 - 2    | エストニア                             |
| チェザリーニ 50分 | レポート | カイト 26分 · チェザリーニ 48分 (o.g.) |

| サンマリノ・スタジアム, セラヴァッレ 主審: スベン・ビンデルス |

| 2015年11月17日 11:00 |

| ジョージア | 0 - 1    | スウェーデン    |
|            | レポート | ムラブティ 72分 |

| テンギズ・ブリアナーゼ・スタジアム, ゴリ 主審: ブノワ・ミロ |

| 2015年11月17日 18:45 |

| クロアチア                                       | 2 - 3    | スペイン                                         |
| パシャリッチ 64分 · ラドシェヴィッチ 81分 (pen.) | レポート | デウロフェウ 19分 (pen.), 54分 · アセンシオ 41分 |

| スタディオン・ルイェヴィツァ, リエカ 主審: セルダル・フズブユク |

| 2016年3月23日 18:00 |

| ジョージア                                                                 | 4 - 0    | サンマリノ |
| カライシュヴィリ 10分 · カチャラヴァ 33分 (pen.), 48分 · シェンゲリア 81分 | レポート |            |

| ミヘイル・メスヒ・スタジアム, トビリシ 主審: アレクサンドル・テアン |

| 2016年3月24日 18:00 |

| スペイン | 0 - 3    | クロアチア                                  |
|          | レポート | チャレタ＝ツァル 36分 · ペリツァ 42分, 48分 |

| エスタディオ・エル・プランティオ, ブルゴス 主審: クレイグ・パウソン |

| 2016年3月27日 19:30 |

| サンマリノ | 0 - 2    | スウェーデン                               |
|            | レポート | フランソン 37分 · グスタフソン 81分 (pen.) |

| サンマリノ・スタジアム, セラヴァッレ 主審: ヤロスラフ・コジク |

| 2016年3月28日 18:00 |

| クロアチア                       | 2 - 1    | エストニア  |
| パヴィチッチ 5分 · ペリツァ 41分 | レポート | キルス 53分 |

| スタディオン・ŠRCザプレシチ, ザプレシチ 主審: ディミトリオス・マシアス |

| 2016年6月3日 19:45 |

| スウェーデン                                             | 3 - 2    | ジョージア                            |
| オルソン 27分 (pen.) · クラフト 78分 · ラーション 90+5分 | レポート | アラブリ 35分 · キテイシュヴィリ 89分 |

| リムネルスヴァレン, ウッデヴァラ 主審: マルクス・ハメター |

| 2016年9月1日 18:00 |

| クロアチア    | 1 - 1    | スウェーデン  |
| ペリツァ 78分 | レポート | チビツキ 57分 |

| グラドスキ・スタディオン, コプリヴニツァ |

| 2016年9月1日 18:00 |

| エストニア | 0 - 1    | ジョージア        |
|            | レポート | カチャラヴァ 39分 |

| ア・ル・コック・アレーナ, タリン |

| 2016年9月1日 18:45 |

| スペイン                                                                  | 6 - 0    | サンマリノ |
| ゴンサレス 14分 · ムニル 17分, 36分 · ミナ 45分, 84分 · ウィリアムズ 88分 | レポート |            |

| ノウ・エスタディ・カスタリア, カステリョン・デ・ラ・プラナ |

| 2016年9月5日 18:45 |

| スウェーデン         | 1 - 1    | スペイン          |
| メリーノ 86分 (o.g.) | レポート | デウロフェウ 50分 |

| マルメ・ニュー・スタディオン, マルメ |

| 2016年9月6日 |

| ジョージア                                          | 2 - 2    | クロアチア          |
| パプナシュヴィリ 1分 · リヴァコヴィッチ 50分 (o.g.) | レポート | ペリツァ 43分, 61分 |

| ダヴィド・アバシゼ・スタジアム, ゼスタポニ |

| 2016年10月5日 |

| サンマリノ | 0 - 3    | スペイン                                        |
|            | レポート | ムニル 16分 · デニス・スアレス 68分 · メレ 79分 |

|  |

| 2016年10月6日 |

| エストニア | 0 - 3    | スウェーデン                                           |
|            | レポート | ダゲルストール 9分 · タンコヴィッチ 44分 · アソロ 53分 |

|  |

| 2016年10月10日 |

| スペイン                                                            | 5 - 0    | エストニア |
| デニス・スアレス 36分 · アセンシオ 38分, 90分 · ムニル 86分, 90+3分 | レポート |            |

|  |

| 2016年10月10日 |

| スウェーデン                                                                     | 4 - 2    | クロアチア                          |
| ワールクヴィスト 26分 (pen.) · オルソン 53分 · ハルベリ 58分 · ストランベリ 64分 | レポート | ペリツァ 23分 · ベンコヴィッチ 67分 |

|  |